# Пудошур
Пудошу́р — река в России, протекает по Кезскому району Удмуртии. Устье реки находится в 45 км по правому берегу реки Лып. Длина реки составляет 14 км.
Высота истока — 233 м над уровнем моря.
Исток реки на Верхнекамской возвышенности на границе с Пермским краем в 1,5 км к востоку от деревни Таненки. Исток находится на водоразделе Вятки и Обвы, рядом с истоком Пудошура берут начало верхние притоки реки Лысьва. В верховьях описывает петлю вокруг деревни Таненки, в среднем и нижнем течении генеральное направление течения — юг.
Крупнейший приток — Гордино (левый). Большая часть течения проходит по ненаселённому холмистому лесу, на реке несколько нежилых деревень. Впадает в Лып в 2 км к юго-востоку от села Филинцы.

## Данные водного реестра
По данным государственного водного реестра России относится к Камскому бассейновому округу, водохозяйственный участок реки — Чепца от истока до устья, речной подбассейн реки Вятка. Речной бассейн реки — Кама.
Код объекта в государственном водном реестре — 10010300112111100032523.